# Руденко Яків Кузьмич
Яків Кузьмич Руденко (22 жовтня 1911, село Кизияр, тепер у складі міста Мелітополя Запорізької області — ?) — український радянський партійний діяч, інженер, завідувач відділу оборонної промисловості ЦК КПУ. Депутат Верховної Ради Кримської АРСР 1-го скликання. Депутат Верховної Ради УРСР 5—8-го скликань. Кандидат у члени ЦК КПУ в 1961—1971 р. Член ЦК КПУ в 1971—1976 р.

## Біографія
Народився в родині робітника-залізничника, вихідця із селян Чернігівської губернії.
Трудову діяльність розпочав у 1927 році учнем Мелітопольського залізничного фабрично-заводського училища, яке закінчив у 1930 році, здобувши спеціальність слюсаря-механіка з ремонту паровозів. Працював інструктором слюсарної справи Мелітопольської фабрично-заводської семирічної школи № 2 і одночасно вчився на вечірньому робітничому факультеті.
У 1931—1936 роках — студент моторно-будівного факультету Харківського авіаційного інституту.
У 1936—1954 роках — інженер-конструктор авіаційного заводу в Кримській АРСР, начальник цеху, головний інженер та директор низки оборонних заводів СРСР.
Член ВКП(б) з 1937 року.
У 1938 році обирався депутатом Верховної Ради Кримської АРСР 1-го скликання та заступником голови Верховної Ради Кримської АРСР (до 4 лютого 1941 року).
У серпні 1940 — жовтні 1941 року — директор авіаційного заводу № 30 селища Іваньково Калінінської області РРФСР.
З 1947 року працював головним інженером, головою технічної ради Київського авіаційного заводу № 473, директором якого був Шелест Петро Юхимович.
У листопаді 1954—1955 роках — 1-й секретар Жовтневого районного комітету КПУ міста Києва.
У 1955 — січні 1958 року — секретар Київського міського комітету КПУ.
У січні 1958 — 1974 року — завідувач відділу оборонної промисловості ЦК КПУ.
З 1974 року — на пенсії в місті Києві.

## Звання
- військовий інженер 3-го рангу
- майор

## Нагороди
- два ордени Трудового Червоного Прапора
- орден Червоної Зірки
- медаль «За оборону Москви»
- медаль «За перемогу над Німеччиною у Великій Вітчизняній війні 1941—1945 рр.»
- медалі